# Samsung Securities Cup 2004
La Samsung Securities Cup 2004 è stato un torneo di tennis facente parte della categoria ATP Challenger Series nell'ambito dell'ATP Challenger Series 2004. Il torneo si è giocato a Seul in Corea del Sud dal 6 al 12 settembre 2004 su campi in cemento.

## Vincitori

### Singolare
Hyung-Taik Lee ha battuto in finale  Jean-René Lisnard con il punteggio di 3–6, 7–5, 6–2

### Doppio
Ashley Fisher /  Robert Lindstedt hanno battuto in finale  Johan Landsberg /  Thomas Shimada con il punteggio di 7–5, 7–6(0)